# Platyrinchus flavigularis
Platyrinchus flavigularis là một loài chim trong họ Tyrannidae.